# Vláda Giorgie Meloniové
Vláda Giorgie Meloniové je úřadující 68. vláda Italské republiky. Má 25 členů. Předsedkyní vlády je Giorgia Meloniová, která je historicky první italskou premiérkou. Skládá se ze stran pravicové koalice, která vyhrála parlamentní volby v září 2022. Jmenována byla dne 22. října 2022.

## Vládní strany
| Strana | Strana               | Ideologie                | Lídr              |
| ------ | -------------------- | ------------------------ | ----------------- |
|        | Bratři Itálie        | Národní konzervatismus   | Giorgia Meloniová |
|        | Liga severu          | Pravicový populismus     | Matteo Salvini    |
|        | Forza Italia         | Liberální konzervatismus | Silvio Berlusconi |
|        | Diventerà Bellissima | Regionalismus            | Nello Musumeci    |

#### Strany zastoupené na podministerských postech
| Strana | Strana           | Ideologie                | Lídr            |
| ------ | ---------------- | ------------------------ | --------------- |
|        | Itálie ve středu | Liberální konzervatismus | Giovanni Toti   |
|        | Renesance        | Centrismus               | Vittorio Sgarbi |

Každé z těchto uskupení obdrželo po jednom postu tajemníka.

## Poměr sil ve vládě

### Počet ministrů
| - FdI       | 9 |
| - Liga      | 5 |
| - FI        | 5 |
| - nezávislí | 5 |
| - DB        | 1 |

## Seznam členů vlády
| Úřad                                                                                        | člen vlády               | Strana    | nástup do úřadu | odchod z úřadu | Poznámka     |
| ------------------------------------------------------------------------------------------- | ------------------------ | --------- | --------------- | -------------- | ------------ |
| Předsedkyně vlády                                                                           | Giorgia Meloniová        | FdI       | 22. října 2022  |                |              |
| Místopředseda vlády Ministr zahraničí a mezinárodní spolupráce                              | Antonio Tajani           | FI        | 22. října 2022  |                |              |
| Místopředseda vlády Ministr infrastruktury a dopravy                                        | Matteo Salvini           | Liga      | 22. října 2022  |                |              |
| Ministr vnitra                                                                              | Matteo Piantedosi        | nezávislý | 22. října 2022  |                |              |
| Ministr spravedlnosti                                                                       | Carlo Nordio             | FdI       | 22. října 2022  |                |              |
| Ministr obrany                                                                              | Guido Crosetto           | FdI       | 22. října 2022  |                |              |
| Ministr financí a hospodářství                                                              | Giancarlo Giorgetti      | Liga      | 22. října 2022  |                |              |
| Ministr pro podnikání a Made in Italy                                                       | Adolfo Urso              | FdI       | 22. října 2022  |                |              |
| Ministr zemědělství, potravinové suverenity a lesnictví                                     | Francesco Lollobrigida   | FdI       | 22. října 2022  |                |              |
| Ministr životního prostředí a energetické bezpečnosti                                       | Gilberto Pichetto Fratin | FI        | 22. října 2022  |                |              |
| Ministryně práce a sociálních věcí                                                          | Marina Calderone         | nezávislá | 22. října 2022  |                |              |
| Ministr vzdělávání a zásluh                                                                 | Giuseppe Valditara       | Liga      | 22. října 2022  |                |              |
| Ministryně univerzit a výzkumu                                                              | Anna Maria Bernini       | FI        | 22. října 2022  |                |              |
| Ministr kultury                                                                             | Gennaro Sangiuliano      | nezávislý | 22. října 2022  |                |              |
| Ministr zdravotnictví                                                                       | Orazio Schillaci         | nezávislý | 22. října 2022  |                |              |
| Ministryně turismu                                                                          | Daniela Santanchè        | FdI       | 22. října 2022  |                |              |
| Ministr pro parlamentní vztahy                                                              | Luca Ciriani             | FdI       | 22. října 2022  |                | bez portfeje |
| Ministr pro veřejnou správu                                                                 | Paolo Zangrillo          | FI        | 22. října 2022  |                | bez portfeje |
| Ministr pro záležitosti regionů a autonomií                                                 | Roberto Calderoli        | Liga      | 22. října 2022  |                | bez portfeje |
| Ministr pro občanskou ochranu a námořní politiku                                            | Nello Musumeci           | DB / FdI  | 22. října 2022  |                | bez portfeje |
| Ministryně pro rodinu, porodnost a rovné příležitosti                                       | Eugenia Roccella         | FdI       | 22. října 2022  |                | bez portfeje |
| Ministr pro evropské záležitosti, jižní Itálii, politiku soudružnosti a národní plán obnovy | Raffaele Fitto           | FdI       | 22. října 2022  |                | bez portfeje |
| Ministryně pro invalidy                                                                     | Alessandra Locatelli     | Liga      | 22. října 2022  |                | bez portfeje |
| Ministryně sportu a mládeže                                                                 | Andrea Abodi             | nezávislá | 22. října 2022  |                | bez portfeje |
| Ministryně pro institucionální reformy a zjednodušení regulací                              | Elisabetta Caselatti     | FI        | 22. října 2022  |                | bez portfeje |
| Tajemník rady ministrů                                                                      | Alfredo Mantovano        | nezávislý | 22. října 2022  |                | bez portfeje |